# Polska (wiersz)
Artykuł ten został zgłoszony do umieszczenia na stronie głównej w rubryce „Czy wiesz”.
Pomóż nam go sprawdzić: oceń zgłoszoną nominację.
Polska (ang. Poland) – wiersz brytyjskiego poety G.K. Chestertona, opublikowany w zbiorze The Ballad of St. Barbara and other verses (1922), a później przedrukowany m.in. w zbiorze The Collected Poems of G.K. Chesterton. z 1927 r. Wiersz przetłumaczono na j. polski (m.in. tłumaczenie Jerzego Pietrkiewicza pt. „Polska”).

## Analiza
Wiersz odnosi się do tematyki polskiej (patrz tzw. sprawa polska). Znaczącą część wiersza zajmuje obrazowe, alegoryczne opisanie walki heraldycznych ptaków, obserwowanych przez augurów (wieszczów, odczytujących wolę niebios z lotu ptaków). Augurami są też w tym kontekście sami czytelnicy, którzy mają odczytać wiersz-alegorię w sposób wyjaśniony przez autora. Specyficznie, wiersz jest porównaniem i opisem zmagań polskiego białego orła z dwugłowym, czarnym orłem niemieckim i (w mniejszym stopniu) podobnym dwugłowym orłem rosyjskim, a także szarym sępem reprezentującym międzynarodową finansjerę, w kontekście zagrożeń, jakie Niemcy i Rosja, a także międzynarodowy kapitał, przedstawiają dla polskiej suwerenności. 
Wiersz dotyka wielu tematów, do których Chesterton powraca w swoich utworach (literackich i publicystycznych), od tematyki polskiej do krytyki traktatu wersalskiego i zagrożeń, jakie niesie z sobą międzynarodowy kapitał. Podobnie typowy dla niego jest motyw heraldyczny. Bardziej nietypowym wątkiem, rzadko poruszanym przez autora, jest wątek religijny (biblijne nawiązanie do wypędzenia przekupniów ze świątyni przez Jezusa, jako usprawiedliwienie dla polskich nastrojów antyniemieckich i antyrosyjskich - według poety, gniew tych, którzy bronią swojego kraju, jest błogosławiony przez Boga.
Chesterton był uważany za przyjaciela Polski i Polaków (interesował się historią Polski, która odwiedził, i którą popierał w swoich dziełach i wystąpieniach; napisał kilka utworów o Polsce; nazywany był polonofilem).

## Tłumaczenia i nawiązania
Wiersz został przetłumaczony na j. polski prawdopodobnie  przez Wacława Borowego (w 1929 lub wcześniej, bez tłumaczenia tytułu), a następnie, jako „Polska”, Jerzego Pietrkiewicza (w 1941 lub wcześniej), ukazał się m.im. w czasopiśmie „Myśl Polska” okresu IIWŚ. Późniejszy przekład jego autorstwa ukazał się w antologii Poeci języka angielskiego.  t. 3 (1974).
Wiersz ten posłużył za inspirację dla polskiego pisarza fantastyki, Konrada T. Lewandowskiego, który fragmenty wiersza wykorzystał do tytułu i motta swojej powieści (Orzeł bielszy niż gołębica, 2013).